# Martin Krause (Koptologe)
Martin Krause (* 7. September 1930 in Planitz, heute zu Zwickau gehörig; † 1. November 2024 in Münster) war ein deutscher Koptologe und Hochschullehrer.

## Leben
Martin Krause studierte evangelische Theologie, Ägyptologie und Religionsgeschichte an den Universitäten Leipzig und Berlin. Er legte im Jahr 1954 das theologische Staatsexamen ab und arbeitete bis Oktober 1958 als wissenschaftlicher Mitarbeiter in der Ägyptischen Abteilung der Staatlichen Museen zu Berlin. 1956 wurde er an der HU Berlin mit einer Arbeit über Bischof Abraham von Hermonthis zum Dr. phil. und 1958 an der Universität Leipzig mit einer Untersuchung zum ägyptischen Mönchtum zum Dr. theol. promoviert. Von 1958 bis 1963 war er als Referent für Koptologie an der Abteilung Kairo des Deutschen Archäologischen Instituts tätig. Am 18. Juni 1965 habilitierte er sich an der Universität Münster und erhielt eine Venia legendi für Ägyptologie unter besonderer Berücksichtigung der Koptologie. Er wurde am 18. August 1970 zum Professor der Universität Münster ernannt und lehrte dort bis zu seiner Emeritierung 1996. Von 1982 bis 1986 war Martin Krause Prorektor der Universität Münster für Struktur-, Planungs- und Bauangelegenheiten.
Er war Mitglied der Königlich Dänischen Akademie der Wissenschaften.

## Schriften (Auswahl)
- Apa Abraham von Hermonthis. Ein oberägyptischer Bischof um 600. Berlin 1956, OCLC 867132724 (zugleich Dissertation, HU Berlin 1956).
- Das Apa-Apollon-Kloster zu Bawit. Untersuchgn unveröffentlichter Urkunden als Beitrag zur Geschichte des ägyptischen Mönchtums. Leipzig 1958,  OCLC 315900160 (zugleich Dissertation, Leipzig 1958).
- Die drei Versionen des Apokryphon des Johannes im Koptischen Museum zu Alt-Kairo (= Abhandlungen des Deutschen Archäologischen Instituts Kairo. Koptische Reihe. Band 1). Harrassowitz, Wiesbaden 1962, OCLC 603186739.
- mit Pahor Labib: Gnostische und hermetische Schriften aus Codex II und Codex VI (= Abhandlungen des Deutschen Archäologischen Instituts Kairo. Koptische Reihe. Band 2). Glückstadt, Augustin 1971, OCLC 760619552.
- mit Kurt Rudolph (Hrsg.): Koptische und mandäische Quellen (= Die Gnosis. Band 2). Artemis-Verlag, Zürich/Stuttgart 1971, OCLC 310752344
  - = Koptische und mandäische Quellen (= Die Gnosis. Band 2). Artemis-Verlag, Zürich 1995, ISBN 3-7608-1106-X.
  - = Koptische und mandäische Quellen (= Die Gnosis. Band 2). Patmos, Düsseldorf 2007, ISBN 349169146X.
- (Hrsg.): Nubische Studien. Heidelberg, 22.–25. September 1982 (= Tagungsakten der internationalen Konferenz der International Society for Nubian Studies. Band 5). von Zabern, Mainz am Rhein 1986, ISBN 3-8053-0878-7.
- mit Sofia Schaten (Hrsg.): Themelia. Spätantike und koptologische Studien. Peter Grossmann zum 65. Geburtstag (= Sprachen und Kulturen des christlichen Orients. Band 3). Reichert, Wiesbaden 1998, ISBN 3-89500-063-9.
- (Hrsg.): Ägypten in spätantik-christlicher Zeit. Einführung in die koptische Kultur (= Sprachen und Kulturen des christlichen Orients. Band 4). Reichert, Wiesbaden 1998, ISBN 3-89500-079-5.
- mit Siegfried G. Richter, Sofia Schaten, Stephen Emmel (Hrsg.): Ägypten und Nubien in spätantiker und christlicher Zeit. Akten des 6. Internationalen Koptologenkongresses, Münster, 20. – 26. Juli 1996 (= Sprachen und Kulturen des christlichen Orients. Band 6). Reichert, Wiesbaden 1999, ISBN 3-89500-095-7.
  - Band 1. Materielle Kultur, Kunst und religiöses Leben.
  - Band 2. Schrifttum, Sprache und Gedankenwelt.
- Maria Cramer (†) – Martin Krause (Hrsg.): Das Koptische Antiphonar (M 575 und P 11967) (= Jerusalemer Theologisches Forum 12). Aschendorff, Münster 2008, ISBN 978-3-402-11018-8.